# Cuistots en virée
Pour plus de détails, voir Fiche technique et Distribution.
Cuistots en virée (Onionhead) est un film américain réalisé par Norman Taurog, sorti en 1958.

## Fiche technique
- Titre français : Cuistots en virée[1]
- Titre original : Onionhead
- Réalisation : Norman Taurog
- Scénario : Nelson Gidding d'après le livre de Weldon Hill
- Photographie : Harold Rosson
- Montage : William H. Ziegler
- Pays d'origine : États-Unis
- Format : Noir et blanc - 1,78:1 - Mono
- Genre : comédie dramatique
- Date de sortie : 
  - États-Unis : 1er octobre 1958
  - France : 15 juillet 1960[1]

## Distribution
- Andy Griffith : Alvin 'Al' Woods alias Onionhead
- Felicia Farr : Stella Papparonis
- Walter Matthau : 'Red' Wildoe
- Erin O'Brien : Josephine 'Jo' Hill
- Joe Mantell : Harry 'Doc' O'Neal
- Ray Danton : Ensign Dennis Higgins
- James Gregory : Fox alias The Skipper
- Joey Bishop : Sidney Gutsell
- Roscoe Karns : 'Windy' Woods
- Claude Akins : Poznicki